# フランツ・シュミット (死刑執行人)

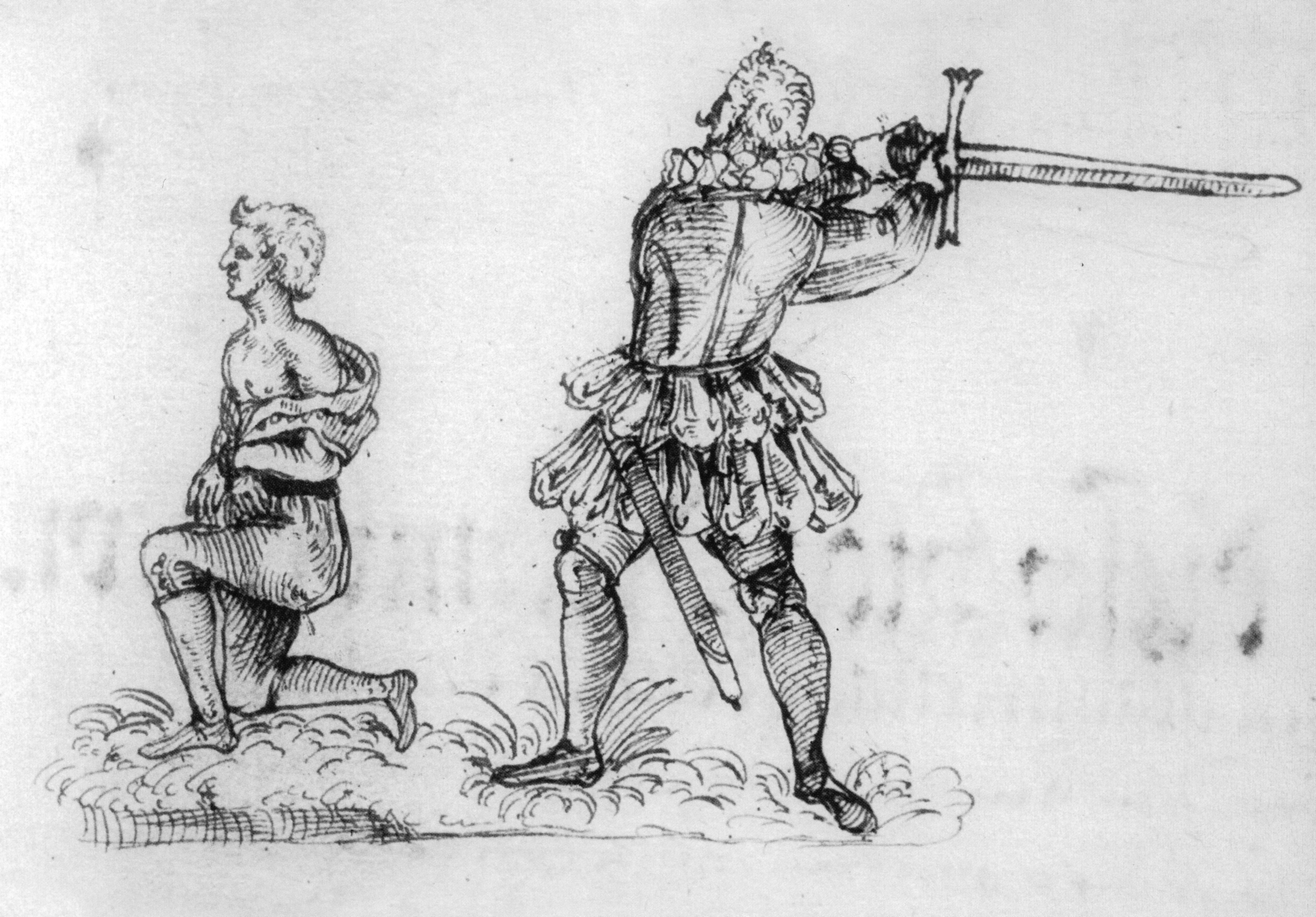
フランツ・シュミット

フランツ・シュミット（ドイツ語: Franz Schmidt、1550年 - 1635年）は、ドイツのニュルンベルクの死刑執行人である。

## 人物・来歴
死刑執行人の息子として生まれ、1573年に父の後を継いで死刑執行人となる。1573年から1617年まで死刑執行人の職務について、361人の死刑を執行し、345人の刑罰を執行した。1617年に息子に職を譲って引退し、晩年は外科医として働いた。詳細な日記を残し、後に本となって出版されている。
当時は、魔女狩りによる処刑が横行していた時代であるが、詳細な罪状が記載されているフランツ・シュミットの死刑執行記録には、魔女裁判による死刑執行が一件も無く、ニュルンベルクの裁判記録にも魔女であることによる死刑判決は一件も見つかっていない。一件だけ他人を魔女であると不当な告発を行ったとして鞭打ち刑になった人物の記録があるだけである。

## 参考資料
- Das Tagebuch des Meister Franz, Scharfrichter zu Nürnberg. Nachdruck der Buchausgabe von 1801. Kommentar von Jürgen Carl Jacobs und Heinz Rölleke, Dortmund 1980, ISBN 3-88379-160-1

日本語訳 : フランツ・シュミット著 ; 藤代幸一訳『ある首斬り役人の日記』（白水Uブックス, 1064）2003年, ISBN 4560073643